# Bouddha d'or
Pour les articles homonymes, voir Bouddha (homonymie).
 (juillet 2020).
Si vous disposez d'ouvrages ou d'articles de référence ou si vous connaissez des sites web de qualité traitant du thème abordé ici, merci de compléter l'article en donnant les références utiles à sa vérifiabilité et en les liant à la section « Notes et références ».
Le Bouddha d'or est une statue en or, la plus importante au monde, qui se trouve à Bangkok (Thaïlande), dans le Wat Traimit situé dans le quartier chinois de Samphanthawong.

## Histoire de la statue
Au début des années 1930, des travaux d'aménagement des berges du fleuve Chao Phraya, près du quartier chinois de Bangkok, nécessitèrent la destruction d'un vieux temple abandonné qui contenait une statue de Bouddha en stuc doré. Comme il était hors de question de détruire la statue, malgré son aspect peu attrayant, et pour qu'elle reste dans le quartier chinois, il fut décidé de la transférer au Wat Traimit  Wittayaram une pagode sans importance comme il en existe des centaines dans la ville. Le temple n'avait pas de bâtiment susceptible de la recevoir et la statue resta 20 ans dehors sous un simple toit de tôles.
En 1955, un bâtiment ayant été construit, les moines décidèrent d'y installer la statue. Une grue devait la déplacer avec précaution, mais une élingue céda et la statue tomba dans la boue. Ce mauvais présage effraya tout le monde et après une fuite générale, la statue se retrouva abandonnée sur le terrain. C'était la saison des pluies, et comme pour donner raison aux mauvais augures, un formidable orage se déchaîna toute la nuit, noyant la ville sous des trombes d'eau.
Au petit matin, le supérieur de la pagode revint évaluer les dégâts : il commença à essayer de laver la statue des traces de boue mais remarqua que le stuc détrempé s'était fendu et laissait apparaître un métal brillant. Après quelques investigations on s'aperçut que sous le stuc, la statue était en or massif. Cette nouvelle fit le tour de la ville, assurant au temple une renommée, une richesse et une fréquentation jamais démentie depuis.
On suppose que la statue, provenant d'Ayutthaya, avait été dissimulée sous une couche de plâtre pour la soustraire à la convoitise des Birmans qui assiégeaient la ville en 1766-1767. Plus tard, la statue transportée à Bangkok, le souvenir du stratagème s'était perdu et était resté dans l'oubli pendant presque 200 ans.
Un nouveau bâtiment a été récemment construit pour abriter la statue.

## Caractéristiques de la statue

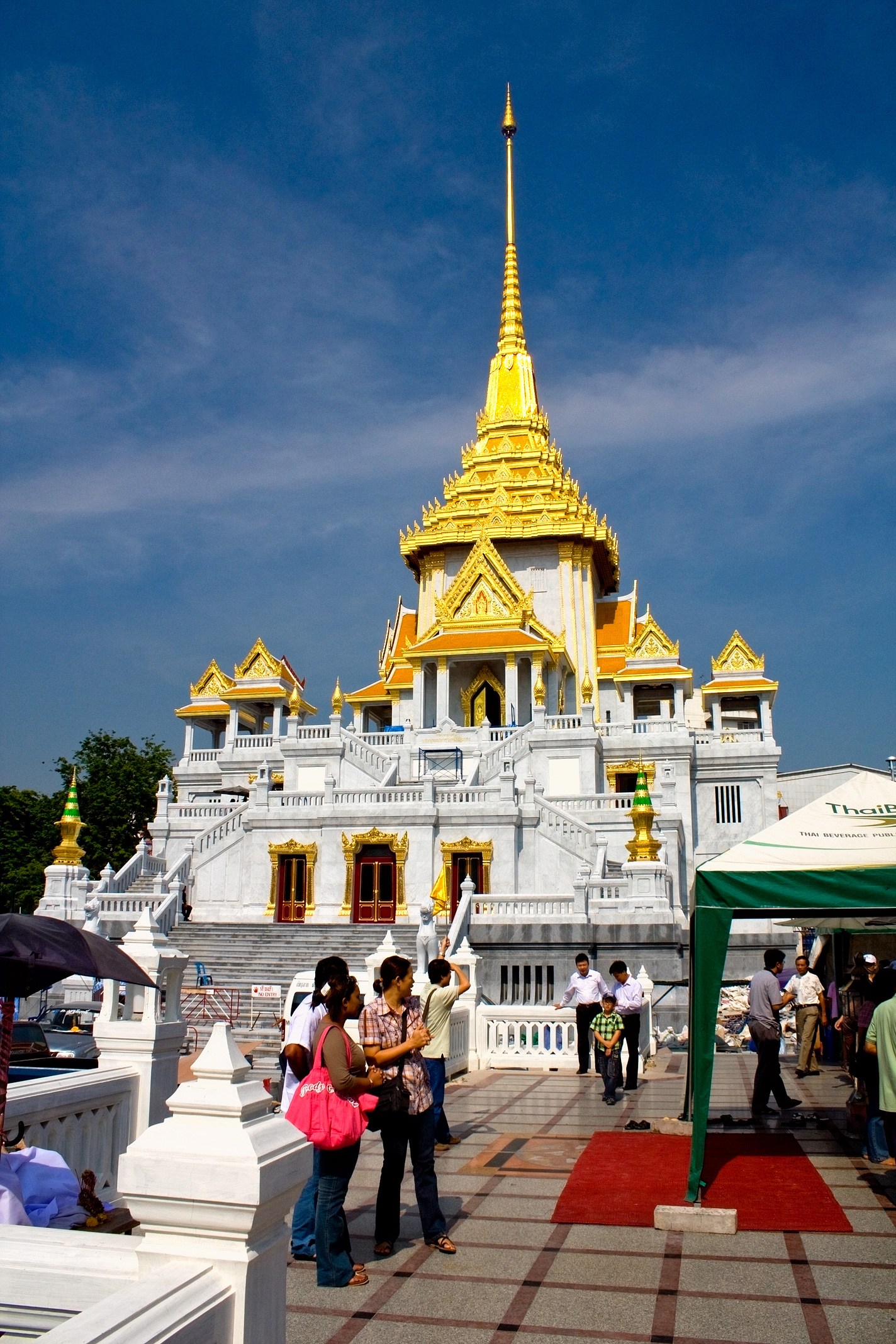
Nouveau bâtiment du Wat Traimit abritant le Bouddha d'or en 2009

Elle a une hauteur de 3 m, plus exactement 3,1 m de haut et 3,94 m de large, et un poids de 5,5 tonnes. C'est la plus grande statue de Bouddha en or massif au monde. 
Elle est travaillée dans le style de Sukhothaï (1238-1370) mais aurait pu être fabriquée postérieurement. Sa provenance de l'ancienne capitale Ayutthaya interdit cependant d'envisager une date postérieure à 1750 environ.

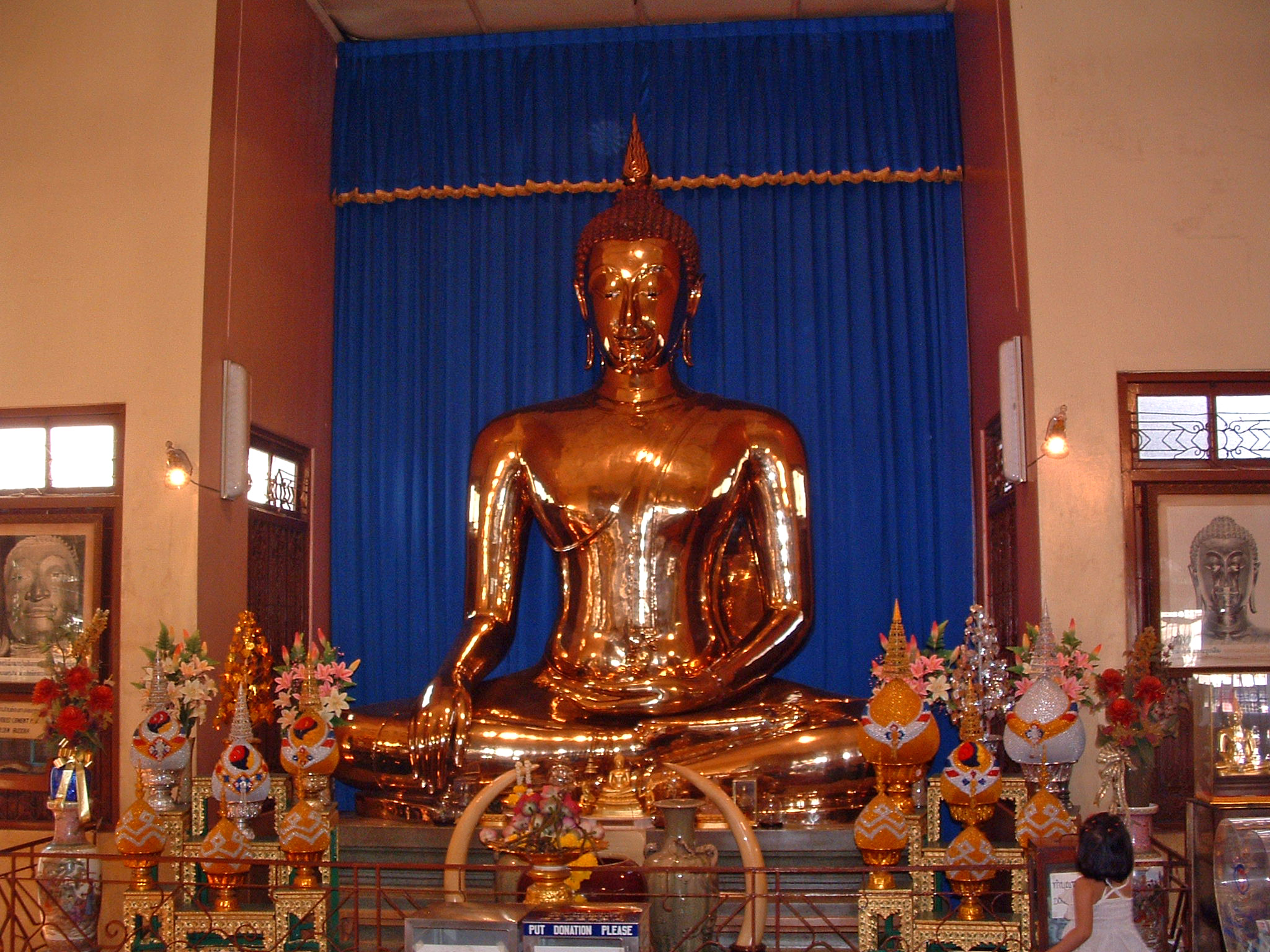
Statue du Bouddha d'or en 2005

Le Bouddha est représenté dans la posture traditionnelle du Bhumisparshamudra (prise de la terre à témoin, la main droite vers le sol). 
Les statues classiques de style Sukhothai sont assises sur un socle ordinaire. La flamme qui surmonte la protubérance du crâne ou ushnisha est une innovation de Sukhothai qui symbolise le rayonnement de son énergie spirituelle. La ligne de sa coiffure forme un large « V » à la racine des cheveux, soulignée par la courbe élégante des sourcils qui se rejoignent sur l'arête du nez aquilin en forme de « bec de perroquet », selon les règles prescrites. Les trois plis sur le cou et les lobes des oreilles très allongés, signe de son précédent statut de prince, font également partie du code, de même que ses larges épaules, la poitrine gonflée par une imaginaire inspiration.